# سیارک ۸۸۲۲
سیارک ۸۸۲۲ (به انگلیسی: 8822 Shuryanka، نامگذاری:1987RQ2) هشت هزار و هشتصد و بیست و دومین سیارک کشف شده‌است که در ۱ سپتامبر ۱۹۸۷ کشف شد.
قدر مطلق سیارک برابر ۱۴٫۲۰ است.